# Загая, Станислав
Станислав Загая (пол. Stanisław Zagaja; 11 мая 1925, с. Щурова одноименной волости (теперь Бжеский повят (Малопольское воеводство), Малопольское воеводство, Польша) — 17 декабря 2004, Скерневице) — известный польский помолог, селекционер, член Польской академии наук, доктор наук, профессор (с 1963) и директор (с 1984) Института садоводства и цветоводства.

## Биография
В 1946—1950 годах обучался на факультете сельского и лесного хозяйства Ягеллонского университета в Кракове, получил степень магистра сельскохозяйственных наук. В 1950—1952 годах — ассистент в отделе садоводства департамента дендрологии и садоводства Польской Академии наук. С 1953 года начал работать в Институте Садоводства в Скерневице.
В 1957—1959 прошел курс обучения на получение докторской степени в Rutgers University в Нью-Брансуик (США), где защитил докторскую диссертацию по специальности лесоводство.
В 1965—1967 г. как представитель Продовольственной и сельскохозяйственной организации ООН (FAO) работал генеральным директором Crop Research and Introduction Center в Измире (Турция), где руководил работами по сохранению и обеспечению развития садовых генетических ресурсов страны.

## Научная работа
Проводил исследования по физиологии семеноводства и селекции плодовых деревьев, работы на вегетативных подвоях яблони, вывел гибриды персика, вишни и др.
В результате многолетних опытов стали широко известны не только в Польше сорта яблони, над которыми работал С. Загая — «Лиголь» (Ligol) и «Редкрофт» (Redkroft). Профессор С. Загая также инициировали и разработал программу разведения сливы, вишни, малины, черной смородины и земляники садовой.
Работу по совершенствованию подвоев и размножению новых сортов плодово-ягодных растений в настоящее время продолжают в институте его помощники и ученики.
Автор книги «Выращивание вишен» (1975).

## Награды
- Кавалерский Крестом Ордена Возрождения Польши
- Офицерским Крестом Ордена Возрождения Польши
- Командорским Крестом Ордена Возрождения Польши
- многими другими наградами Польши и других государств.